# Годбане, Каис
Каис Годбане (араб. قيس غُضبان‎; род. 7 января 1976, Ксал Хилаль) — тунисский футболист, завершивший игровую карьеру.

## Клубная карьера
Воспитанник клуба «Этуаль дю Сахель». Большую часть своей карьеры Годбане провел в своей родной команде. Также полузащитник выступал в Турции за «Диярбакырспор», «Самсунспор» и «Коньяспор». Один сезон провел в ОАЭ за клуб «Бани Яс».

## Выступление за сборную
Всего за сборную Годбане провёл 92 матча и забил 6 мячей. Участник четырёх Кубков африканских наций: 1996 (2-е место), 1998 (Четвертьфинал), 2000 (4-е место), 2002 (Групповая стадия), 2004 (Победа); трех чемпионатов мира: 1998, 2002, 2006 (групповой этап).

## Достижения
«Этуаль дю Сахель»
- Чемпион Туниса: 1996/97
- Обладатель Кубка КАФ: 1995
- Финалист Арабского кубка обладателей кубков: 1995/96

Сборная Туниса
- Обладатель Кубка африканских наций: 2004
- Вице-чемпион Кубка африканских наций : 1996